# Missão de Assistência das Nações Unidas no Afeganistão

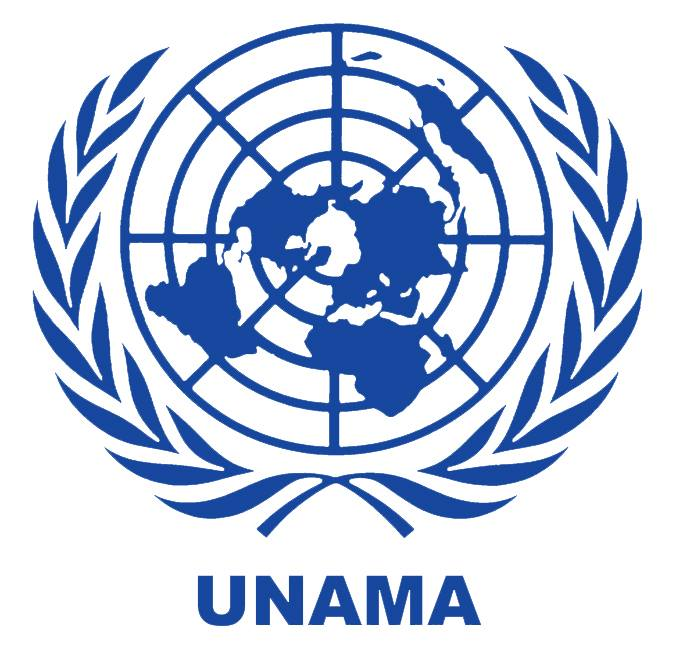
Logo da UNAMA.

A Missão de Assistência das Nações Unidas no Afeganistão (conhecida também como UNAMA pelas siglas em inglês de United Nations Assistance Mission in Afghanistan) é uma missão política da Organização das Nações Unidas criada a pedido do governo do Afeganistão para ajudar o povo afegão para o estabelecimento de bases para a paz e o desenvolvimento.  A missão foi criada em 28 de março de 2002 pela Resolução 1401 do Conselho de Segurança das Nações Unidas. 
O seu mandato original foi destinado a apoiar a posição da comunidade internacional enunciada no Acordo de Bona (dezembro de 2001). Revisado anualmente, este mandato foi alterado com o tempo para refletir as necessidades do país e foi prorrogado por mais um ano, até 19 de março de 2014, pela Resolução 2096.